# 子撫川
子撫川（こなでがわ）は、富山県高岡市と小矢部市を流れる川で、小矢部川の支流。中流には宮島峡の美渓があり、稲葉山・宮島峡県定公園に指定されている。

## 特徴
宝達丘陵のうち、高岡市と氷見市の市境になっている尾根（標高502m）を源流とし、西中野mの三井アウトレットパーク北陸小矢部の辺りで小矢部川と合流する。流長は19.8kmで、富山県内で唯一の逆さ川である。
上流部には五位ダムと子撫川ダムの二つのダムがあり、子撫川ダムは富山県で有数の規模のロックフィル式ダムとして知られている。中流部で宮島峡という複数の滝のある美渓を形成しており、多くの観光客が訪れる。下流部はアシなどの抽水植物が多く自生し、鳥も多く往来する。
かつてはこの川からその名を取った子撫村が存在していた（現小矢部市）。
子撫川は子を撫でる、という可愛らしい川名を持つが、その川名はとある悲しい伝説に由来している。

## 地理

### 宮島峡
中流部の宮島峡には、一の滝、二の滝、三のなど川幅一杯に落ちる滝が点在しているが、この地形は柔らかい地層と硬い地層が島状に並んでいたのが、川の侵食で柔らかい地層のみ侵食され、落差を持つようになったことによる。

### 支流
- 通谷川（ゲンジホタルの生息地である流域がホタルの里に指定されている）m[1]

## 子撫川の名の由来
ある時、川の上流の家に旅の僧家に立ち寄った。その家の娘がお茶を出して、そのお坊さんの飲んだ残りを娘が飲むと、やがて娘は身に覚えのない赤ちゃんができた。子供が3歳になったとき、僧が再び訪れると子供から呪いを誦し、子供を抱いて3度撫でたら子供の体はみるみる間に溶けて泡になってしまった。娘は泣く泣く泡になった子供を川に流した。それ以来、この川を子撫川と呼ぶようになった。

## 流域の観光地
- 宮島峡
- 宮島温泉 - 富山県では珍しい硫酸塩泉
- 稲葉山牧場
- 三井アウトレットパーク北陸小矢部-北陸地方初のアウトレットモール

## 隣接する道路
- 富山県道32号小矢部伏木港線
- 富山県道・石川県道74号小矢部津幡線
- 石川県道・富山県道75号押水福岡線
- 富山県道267号福岡宮島峡公園線
- 富山県道369号小野上渡線